# Léon-Mba nemzetközi repülőtér
A Léon-Mba nemzetközi repülőtér (IATA: LBV, ICAO: FOOL) Gabon egyik nemzetközi repülőtere, amely Librevillében található. Ez az ország fő nemzetközi repülőtere, amelyet az 1950-es években építettek. Éves utasforgalma 690 224 fő (2017).

## Légitársaságok és úti célok

### Utasszállító
| Légitársaság                  | Célállomások                                                                   |
| ----------------------------- | ------------------------------------------------------------------------------ |
| Africa's Connection STP       | São Tomé                                                                       |
| AfriJet                       | Brazzaville, Douala, Franceville, Pointe-Noire, Port Gentil, São Tomé, Yaoundé |
| Air Côte d'Ivoire             | Abidjan, Brazzaville, Cotonou, Pointe-Noire                                    |
| Air France                    | Párizs-Charles de Gaulle                                                       |
| ASKY Airlines                 | Douala, Johannesburg, Kinshasa, Lomé, Yaoundé                                  |
| Camair-co                     | Douala                                                                         |
| CEIBA Intercontinental        | Bata, Douala, Malabo, Pointe-Noire, São Tomé                                   |
| Ethiopian Airlines            | Addisz Abeba, Malabo                                                           |
| La Compagnie                  | Szezonális charter: Párizs–Orly                                                |
| Mauritania Airlines           | Bamako                                                                         |
| Nationale Regionale Transport | Franceville, Koulamoutou, Makokou, Mouila, Oyem, Port-Gentil, Tchibanga        |
| Royal Air Maroc               | Casablanca                                                                     |
| RwandAir                      | Brazzaville, Cotonou, Douala, Kigali, Yaoundé                                  |
| Trans Air Congo               | Douala, Pointe-Noire                                                           |
| Turkish Airlines              | Isztambul, Kinshasa                                                            |

### Áruszállító
| Légitársaság          | Célállomások                       |
| --------------------- | ---------------------------------- |
| Cargolux              | Luxembourg                         |
| DHL Aviation          | Abidjan, Franceville, Port-Gentil, |
| Ethiopian Cargo       | Abidjan, Addisz Abeba              |
| Royal Air Maroc Cargo | Addisz Abeba, Casablanca           |

## Forgalom
Az utasforgalom az elmúlt években az alábbi módon változott:
| Utasok száma | 783 091 | 839 571 | 808 961 | 714 015 | 690 224 |
|              | 2011    | 2012    | 2015    | 2016    | 2017    |

## Balesetek és incidensek
- 1977. április 2-án az Aviogenex Tu–134A típusú repülőgépe landolás közben lezuhant. A fedélzeten tartózkodó 8 főből mindenki életét vesztette.[11]
- 1993. április 27-én a Zambiai Légierő egyik DHC–5 Buffalo típusú repülőgépe lezuhant nem sokkal felszállás után 500 méterre a parttól, miután a repülőgép bal oldali hajtóműve leállt és a repülőgép magasságot vesztett. A repülőgép a zambiai labdarúgó-válogatott nagy részét szállította a Szenegál elleni 1994-es FIFA-világbajnoki selejtezőre Dakarba. A balesetben a fedélzeten tartózkodó mind a 30 személy elhunyt.[12][13][14]
- 2004. június 8-án, közvetlenül a repülőtérről való felszállás után a Gabon Express 221-es járata a Guineai-öbölbe zuhant, miután az indulás után a hidraulikus rendszer meghibásodott, és a fedélzeten tartózkodó 30 ember közül 19-en életüket vesztették.[15]

## Fordítás
Ez a szócikk részben vagy egészben  a   Léon-Mba International Airport című angol Wikipédia-szócikk ezen változatának fordításán alapul.  Az eredeti cikk szerkesztőit annak laptörténete sorolja fel. Ez a jelzés csupán a megfogalmazás eredetét és a szerzői jogokat jelzi, nem szolgál a cikkben szereplő információk forrásmegjelöléseként.